# Suguru Iwazaki
Suguru Iwazaki (岩崎 優, Iwazaki Suguru, Shimizu, 19 de junho de 1991) é um jogador de beisebol japonês, que joga na posição de arremessador (pitcher). mostly as a relief pitcher up to his second year.

## Carreira
Iwazaki compôs o elenco da Seleção Japonesa de Beisebol nos Jogos Olímpicos de Verão de 2020 em Tóquio, onde conquistou a medalha de ouro após derrotar a equipe dos Estados Unidos na final da competição por 2–0.